# 337 Dywizja Piechoty (III Rzesza)
337 Dywizja Piechoty (niem. 337. Infanterie-Division) – niemiecka dywizja piechoty, w 1944 roku przeformowana na 337 Dywizja Grenadierów Ludowych, uczestniczyła w 1941 roku w ataku na Związek Radziecki i walkach z Armią Czerwoną do 1945.
Sformowana w Kempten na mocy rozkazu z 16 listopada 1940 roku, w 14. fali mobilizacyjnej w VII Okręgu Wojskowym. Brała udział w ataku na ZSRR i walkach z  Armią Czerwoną. W chodziła w skład XXXIX Korpus Pancerny, i razem z nim została rozbita przez Armię Radziecką w czasie opreacji Bagration. Dowodzący dywizją, gen. Otto Schünemann został zabity 29 czerwca 1944 roku pod Mogilewem.
Ocalałe resztki oraz rekruci z 570 Dywizji Grenadierów umożliwiły 15 września 1944 roku odtworzenie jednostki jako 337 Dywizji Grenadierów Ludowych. Przed spodziewaną ofensywą Armii Czerwonej, w styczniu 1945 zajmowała pozycję nad Wisłą w rejonie Warszawy. Podlegała w tym czasie XXXXVI Korpusowi Pancernemu. Odwód dowódcy 337 Dywizji Grenadierów Ludowych w sile batalionu i dywizyjnych batalionów specjalnych znajdował się w okolicy Piaseczna.
Dywizja w nowym składzie walczyła z Armią Czerwoną na linii Wisły i w Prusach Wschodnich. Ostatecznie została rozbita w lutym 1945 roku pod Gdańskiem a niedobitki zostały wcielone do 391 Dywizji Ochronnej.

## Dowódcy dywizji
- gen. por. Karl Spang (15.11.1940 – 2.05.1941)
- gen. por. Kurt Pflieger (2.05.1941 – 15.03.1942)
- gen. Erich Marcks (15.03.1942 – 20.09.1942)
- gen. por. Otto Schünemann (20.09.1942 – 27.12.1943)
- gen. por. Walter Scheller (27.12.1943 – lipiec 1944)
- gen. por. Eberhard Kinzel[2]

## Struktura organizacyjna
Skład w listopadzie 1940:
- 688 pułk piechoty
- 689 pułk piechoty
- 690 pułk piechoty
- 337 pułk artylerii oraz 337. batalion pionierów (saperów), 337. oddział przeciwpancerny i 337. oddział łączności

Skład w 1941:
- 313 pułk piechoty
- 690 pułk piechoty
- 337 pułk artylerii oraz 337. batalion pionierów, 337. oddział rozpoznawczy, 337. oddział przeciwpancerny, 337. oddział łączności i 337. polowy batalion zapasowy

Skład w 1944:
- 313 pułk grenadierów
- 688 pułk grenadierów
- 690 pułk grenadierów
- 337 pułk artylerii i inne pododdziały.